# Sarmydus fujishiroi
Sarmydus fujishiroi är en skalbaggsart som beskrevs av Alain Drumont 2006. Sarmydus fujishiroi ingår i släktet Sarmydus och familjen långhorningar. Inga underarter finns listade i Catalogue of Life.